# Luigi Chinetti
Luigi Chinetti (ur. 17 lipca 1901 w Mediolanie, zm. 17 sierpnia 1994 w Greenwich) – amerykański kierowca wyścigowy włoskiego pochodzenia. Podczas II wojny światowej wyemigrował do Stanów Zjednoczonych i przyjął amerykańskie obywatelstwo. Przez lata był przedstawicielem Ferrari w Stanach Zjednoczonych.

## Kariera wyścigowa
Chinetti rozpoczął karierę w międzynarodowych wyścigach samochodowych w 1932 roku od startów w klasie trzeciej 24-godzinnego wyścigu Le Mans, w którym odniósł zwycięstwo. Sukces ten powtórzył jeszcze dwukrotnie - w 1934 i w 1949 roku. Dwukrotnie wygrywał również w 24-godzinnym wyścigu Spa. W 1939 roku startował w Mistrzostwach Europy AIACR. Z dorobkiem 28 punktów uplasował się tam na szesnastej pozycji w klasyfikacji generalnej.